# Corentin Le Floc'h
Pour les articles homonymes, voir Floc'h.
Corentin Le Floc'h, né le 31 janvier 1754 à Lignol et mort le 9 novembre 1794 à Lignol, est un homme politique français, député aux États généraux, puis à l'Assemblée constituante entre 1789 et 1791 pour la sénéchaussée d'Hennebont, représentant le monde rural.

## Biographie

### Origines
Corentin Le Floc'h est né le 31 janvier 1754 à Lignol. Fils de Joseph Le Floc'h et de Guillemette Le Boutier, il est issu d'une famille de laboureurs aisés. Riche propriétaire exploitant de la paroisse de Lignol, il résidait dans son manoir de Canquizern. Il avait épousé le 23 janvier 1773 Marie Robic, fille de Jean Robic et de Catherine Le Borgne, qui lui avait laissé trois filles à son décès en 1786.

### Carrière politique
La sénéchaussée d'Hennebont devait élire trois députés. Il est convenu au préalable qu'il serait choisi un député issu du monde du commerce de Lorient, un autre issu de la bourgeoisie d'Hennebont et un dernier issu du monde rural. Delaville Le Roulx représente Lorient, Coroller du Moustoir Hennebont et Corentin Le Floc'h est élu par les ruraux. Il obtient 104 voix sur 174 lors de son élection. Il est l'un des quatre seuls députés paysans bretons à participer aux états-généraux.
Arrivé à Versailles, il fait sensation avec son costume breton. Il parait en gilet blanc bordé de lisière, en grande veste et en cheveux longs. Son succès est tel que malgré le costume noir de rigueur, il garde son costume.
Il signe le serment du jeu de paume et siège à gauche de l'assemblée. Il reste cependant discret, sans doute en raison de sa méconnaissance de la langue française.
Corentin Le Floch est élu maire de Lignol en septembre 1791 en remplacement de son frère François à son retour de l'Assemblée constituante.

### Son assassinat
Dans la nuit du 8 au 9 novembre 1794 (18 au 19 brumaire An III), les chouans assassinent d'abord au presbytère les abbés Allanic et Jollivet, prêtres assermentés de Lignol, puis Corentin Le Floc'h dans son manoir de Canquizern. Ces chouans lui reprochent d'avoir vivement encouragé les prêtres du secteur à prêter le serment à la constitution civile du clergé et d'appliquer dans sa maison sans hésitations les mesures anticléricales décrétées successivement par l'Assemblée législative et la Convention. En outre, il n'a pas hésité à se porter acquéreur de biens nationaux.
Les circonstances de sa mort sont assez bien connues. En effet il est exécuté sous les yeux horrifiés de ses trois enfants.
On l'arrache de son lit, on lui laisse le temps de faire une courte prière, et on le fusille presque à bout portant devant une armoire. Son corps est transpercé de trois balles. L'armoire conserve l'impact de l'une d'entre elles. La bande est commandée, les uns disent par Jean Jan, qui aurait emporté les boucles des souliers du maire, les autres par Videlo.
L'assassinat de Le Floc'h marque si fortement les esprits de l'époque que lors des veillées dans le canton son souvenir est évoqué de génération en génération.
L'abbé Allanic faisait fonction d'officier d'état-civil à Lignol et le registre des décès s'arrête au 18 brumaire An III. Il n'y a pas d'actes de décès pour ces trois victimes.